# Bartolomé Abril
Bartolomé Abril (Valencia, ... – ...; fl. XVII secolo) è stato uno scultore spagnolo.

## Biografia
Fra le scarse notizie su di lui, si sa che nel 1607 eseguì dei lavori per la Cattedrale di Toledo alle dipendenze di Juan Bautista Monegro. Nel 1618, insieme ad altri artisti, decorò il coro e le tombe di Enrico IV e di sua madre Maria di Trastámara nel Monastero reale di Santa María de Guadalupe. Nel 1620 era attivo all'Monastero dell'Escorial.